# Sifonofòrides
|  | No s'ha de confondre amb Sifonòfors. |

Els sifonofòrides (Siphonophorida, gr. "portador de tubs") són un ordre de diplòpodes quilognats del clade Colobognatha. Aquest ordre inclou el milpeus amb més potes, Illacme plenipes.

## Característiques
Els sifonofòrides són llargs i semblen a cucs, arriben fins a 36 mil·límetres de longitud i fins a 190 segments del cos. No tenen ulls i, en moltes espècies, el cap s’allarga en un bec llarg, amb les mandíbules molt reduïdes; el bec pot tenir una funció suctora. El cos té una densa coberta de fins pèls. Cada segment corporal està format per una tergita dorsal, dues pleurites laterals i una esternita ventral, que no estan fusionades. Els apèndixs reproductors masculins (gonòpodes, el novè i desè parell de potes) són simples i similars a les demés potes.

## Distribució
Els sifonofòrides viuen des del sud-oest dels Estats Units al Brasil i al Perú així com a Sud-àfrica, l'Índia, sud-est d'Àsia i Austràlia.

## Taxonomia
L'ordre inclou més de 100 espècies en dues famílies:
- Família Siphonophoridae Newport, 1844
- Família Siphonorhinidae Cook, 1895